# Doubravice (okres Trutnov)
Obec Doubravice (německy Daubrawitz) se nachází v okrese Trutnov, kraj Královéhradecký. Žije zde 389 obyvatel.

## Historie
První písemná zmínka o obci pochází z roku 1542.

## Pamětihodnosti
- Hrob Františka Haka[5]
- Společný hrob rudoarmějců[6]
- Boží muka
- Pomník obětem 1. a 2. světové války[7][8]
- Kovárna

## Části obce
- Doubravice
- Velehrádek
- Zálesí